# Mistrzostwa Rumunii w rugby union (1954)
Mistrzostwa Rumunii w rugby union 1954 – trzydzieste dziewiąte mistrzostwa Rumunii w rugby union.
Drugi rok z rzędu mistrzem kraju została drużyna CCA București. Rozgrywki prowadzone były systemem spadków i awansów pomiędzy Divizia A i Divizia B. W najwyższej klasie rozgrywkowej zagrały: Dinamo, CCA, Locomotiva CFR, Constructorul București, Progresul Sanatatea, Progresul Finante Banci, Constructorul Brașov, Sțiința Timișoara, Minerul Petroșani oraz Dinamo IX.